# Дрогобицька міська рада VI демократичного скликання
Дрогобицька міська рада народних депутатів VI демократичного скликання — представничий орган міста Дрогобича у 2010—2015 роках.
Нижче наведено список депутатів Дрогобицької міської ради народних депутатів VI демократичного скликання, обраних 31 жовтня 2010 року. Всього до Дрогобицької міської ради VI демократичного скликання було обрано 50 осіб.
За результатами місцевих виборів 2010 року депутатами ради стали:

#### За суб'єктами висування
| Суб'єкт висування                                                                    | Кількість обраних депутатів | %  |
| ------------------------------------------------------------------------------------ | --------------------------- | -- |
| Політична партія «Сильна Україна»                                                    | 8                           | 16 |
| Політична партія «Фронт Змін»                                                        | 8                           | 16 |
| Громадянська партія «ПОРА»                                                           | 5                           | 10 |
| Політична партія Всеукраїнське об'єднання «Свобода»                                  | 5                           | 10 |
| Політична партія Всеукраїнське об'єднання «Батьківщина»                              | 4                           | 8  |
| Політична партія «Наша Україна»                                                      | 4                           | 8  |
| Партія захисників Вітчизни                                                           | 3                           | 6  |
| Політична партія «УДАР (Український Демократичний Альянс за Реформи) Віталія Кличка» | 3                           | 6  |
| Партія регіонів                                                                      | 2                           | 4  |
| Політична партія Конгрес Українських Націоналістів                                   | 2                           | 4  |
| Партія «Демократичний Союз»                                                          | 1                           | 2  |
| Партія Національно-демократичне об'єднання «Україна»                                 | 1                           | 2  |
| Партія промисловців і підприємців України                                            | 1                           | 2  |
| Політична партія Народний Рух України                                                | 1                           | 2  |
| Політична партія Українська Національна Асамблея                                     | 1                           | 2  |
| Українська Народна Партія                                                            | 1                           | 2  |

#### За округами
| № округу | Прізвище, ім'я, по батькові        | Дата визнання обраним | Освіта                    | Партійна приналежність                                                                     | Відомості про обраного депутата                                                                                |
| -------- | ---------------------------------- | --------------------- | ------------------------- | ------------------------------------------------------------------------------------------ | --- |
| б/м      | Походжай Микола Михайлович         | 06.11.2010            | Освіта вища               | позапартійний                                                                              | ПП «Коло», директор                                                                                            |
| б/м      | Кулина Володимир Романович         | 06.11.2010            | Освіта вища               | член Громадянської партії «ПОРА»                                                           | Дрогобицька міська лікарня № 1, лікар-хірург                                                                   |
| б/м      | Сушко Петро Ярославович            | 06.11.2010            | Освіта вища               | член Громадянської партії «ПОРА»                                                           | Відділ освіти виконавчих органів Дрогобицької міської ради, начальник відділу                                  |
| 7        | Рупняк Микола Ярославович          | 06.11.2010            | Освіта вища               | член Громадянської партії «ПОРА»                                                           | Дрогобицький державний педагогічний університет ім. І. Франка, старший викладач                                |
| 17       | Шеремета Михайло Михайлович        | 06.11.2010            | Освіта вища               | член Громадянської партії «ПОРА»                                                           | Дрогобицька загальноосвітня школа № 9, директор                                                                |
| 6        | Муль Роман Миколайович             | 06.11.2010            | Освіта вища               | член Партії «Демократичний Союз»                                                           | приватний підприємець                                                                                          |
| б/м      | Лепкий Іван Іванович               | 06.11.2010            | Освіта вища               | член Партії захисників Вітчизни                                                            | тимчасово не працює                                                                                            |
| 18       | Дівчур Галина Григорівна           | 06.11.2010            | Освіта середня            | позапартійна                                                                               | тимчасово не працює                                                                                            |
| 20       | Ільницький Іван Миколайович        | 06.11.2010            | Освіта середня            | член Партії захисників Вітчизни                                                            | тимчасово не працює                                                                                            |
| 9        | Шагала Роман Миколайович           | 06.11.2010            | Освіта вища               | член партії Національно-демократичне об'єднання «Україна»                                  | КП «Дрогобичводоканал», начальник                                                                              |
| 21       | Буга Осип Степанович               | 06.11.2010            | Освіта середня            | член Партії промисловців і підприємців України                                             | Зона відпочинку «Діброва», директор                                                                            |
| б/м      | Гориславський Сергій Орестович     | 06.11.2010            | Освіта вища               | член Партії регіонів                                                                       | Комунальне підприємство р-н «Тустань», директор                                                                |
| б/м      | Федак Степан Володимирович         | 06.11.2010            | Освіта вища               | член Партії регіонів                                                                       | пенсіонер |
| б/м      | Ваврин Михайло Васильович          | 06.11.2010            | Освіта вища               | член Всеукраїнського об'єднання «Батьківщина»                                              | Дрогобицька міська партійна організація ВО «Батьківщина», голова                                               |
| б/м      | Лужецький Михайло Петрович         | 06.11.2010            | Освіта вища               | член Всеукраїнського об'єднання «Батьківщина»                                              | ВАТ «Прикарпатбуд», заступник генерального директора                                                           |
| 4        | Недбальський Богдан Петрович       | 06.11.2010            | Освіта вища               | член Всеукраїнського об'єднання «Батьківщина»                                              | Будинкова управа № 2, директор                                                                                 |
| 23       | Пукало Роман Михайлович            | 06.11.2010            | Освіта вища               | член Всеукраїнського об'єднання «Батьківщина»                                              | Стебницька міська лікарня, головний лікар                                                                      |
| б/м      | Хрущ Олег Васильович               | 06.11.2010            | Освіта вища               | член Всеукраїнського об'єднання «Свобода»                                                  | приватний підприємець                                                                                          |
| б/м      | Петруняк Михайло Романович         | 06.11.2010            | Освіта середня спеціальна | член Всеукраїнського об'єднання «Свобода»                                                  | приватний підприємець                                                                                          |
| б/м      | Скрипух Олег Тарасович             | 06.11.2010            | Освіта вища               | член Всеукраїнського об'єднання «Свобода»                                                  | КТВП фірма «ГОЛТ», директор                                                                                    |
| б/м      | Білоган Володимир Євгенович        | 06.11.2010            | Освіта вища               | член Всеукраїнського об'єднання «Свобода»                                                  | ТзОВ «Володимир», директор                                                                                     |
| б/м      | Котула Володимир Михайлович        | 06.11.2010            | Освіта вища               | член Всеукраїнського об'єднання «Свобода»                                                  | тимчасово не працює                                                                                            |
| б/м      | Метик Тарас Михайлович             | 06.11.2010            | Освіта вища               | член Конгресу Українських Націоналістів                                                    | ЗАТ «Санаторно-готельнийкомплекс „Дніпро-Бескид“» м. Трускавець, провідний спеціаліст                          |
| 24       | Тюска Віктор Миколайович           | 06.11.2010            | Освіта середня            | член Конгресу Українських Націоналістів                                                    | ТзОВ «Вікторія плюс» м. Борислав, директор                                                                     |
| б/м      | Курчик Роман Михайлович            | 06.11.2010            | Освіта вища               | член Народного Руху України                                                                | Кооператив «Торговий центр», голова                                                                            |
| б/м      | Іванців Богдан Михайлович          | 06.11.2010            | Освіта вища               | член Політичної партії «Наша Україна»                                                      | МКП «Будзв'язок», директор                                                                                     |
| 1        | Хомин Роберт Ярославович           | 06.11.2010            | Освіта вища               | позапартійний                                                                              | приватний підприємець                                                                                          |
| 5        | Розлуцький Ігор Миколайович        | 06.11.2010            | Освіта вища               | член Політичної партії «Наша Україна»                                                      | Дрогобицький державний педагогічний університет ім. І. Франка, викладач                                        |
| 22       | Ямелинець Ігор Петрович            | 06.11.2010            | Освіта вища               | член Політичної партії «Наша Україна»                                                      | Стебницька міська лікарня, завідувач терапевтичного відділення поліклініки                                     |
| б/м      | Красногурський Богдан Миронович    | 06.11.2010            | Освіта вища               | позапартійний                                                                              | Дрогобицька міська лікарня № 1, завідувач хірургічного відділення                                              |
| б/м      | Лешко Олег Михайлович              | 24.11.2011            | Освіта вища               | член Політичної партії «Сильна Україна»                                                    | ПАТ «КредоБанк», директор департаменту стратегічних клієнтів                                                   |
| 2        | Янів Андрій Євстахійович           | 06.11.2010            | Освіта вища               | член Політичної партії «Сильна Україна»                                                    | Управління комунальних ресурсів, начальник                                                                     |
| 3        | Скірко Орест Володимирович         | 06.11.2010            | Освіта вища               | член Політичної партії «Сильна Україна»                                                    | Торговельна мережа магазинів-салонів «ОРА», генеральний директор                                               |
| 13       | Хомяк Ігор Миколайович             | 06.11.2010            | Освіта вища               | позапартійний                                                                              | КП «Дрогобичтеплоенерго», директор                                                                             |
| 15       | Танчук Василь Володимирович        | 06.11.2010            | Освіта середня            | позапартійний                                                                              | ТзОВ «Тандем», директор                                                                                        |
| 19       | Панькевич Лариса Іванівна          | 06.11.2010            | Освіта вища               | позапартійна                                                                               | Дрогобицька спеціалізована школа І-ІІ ст. № 2, директор                                                        |
| 25       | Возняк Володимир Христофорович     | 06.11.2010            | Освіта вища               | позапартійний                                                                              | Стебницька загальноосвітня школа І-ІІІ ст. № 18, вчитель фізики                                                |
| б/м      | Суда Петро Станіславович           | 06.11.2010            | Освіта вища               | член Політичної партії «УДАР (Український Демократичний Альянс за Реформи) Віталія Кличка» | Виконавчий комітет Дрогобицької міської ради, перший заступник міського голови                                 |
| б/м      | Пудлик Ігор Павлович               | 06.11.2010            | Освіта вища               | позапартійний                                                                              | Фінансове управління Дрогобицької міської ради, начальник                                                      |
| 8        | Ямельницький Володимир Ярославович | 06.11.2010            | Освіта середня            | член Політичної партії «УДАР (Український Демократичний Альянс за Реформи) Віталія Кличка» | Корпорація «ОСНОВА», президент                                                                                 |
| 14       | Пристай Богдан Романович           | 06.11.2010            | Освіта вища               | позапартійний                                                                              | Дрогобицька міська рада, заступник міського голови з гуманітарних питань                                       |
| б/м      | Шевкенич Андрій Іванович           | 06.11.2010            | Освіта вища               | член Політичної партії «Фронт Змін»                                                        | Виконавчий комітет Дрогобицької міської ради, начальник відділу охорони здоров'я                               |
| б/м      | Бернадович Володимир Анатолійович  | 06.11.2010            | Освіта вища               | член Політичної партії «Фронт Змін»                                                        | приватний підприємець                                                                                          |
| б/м      | Мельник Орест Стефанович           | 06.11.2010            | Освіта вища               | член Політичної партії «Фронт Змін»                                                        | приватний підприємець                                                                                          |
| б/м      | Николаїшин Богдан Никифорович      | 06.11.2010            | Освіта вища               | член Політичної партії «Фронт Змін»                                                        | Виконавчий комітет Дрогобицької міської ради, начальник відділу ведення державного реєстру виборців            |
| б/м      | Карлова Лариса Володимирівна       | 06.11.2010            | Освіта вища               | член Політичної партії «Фронт Змін»                                                        | Дрогобицька філія Інституту підприємництва і перспективних технологій при НУ «Львівська політехніка», директор |
| 10       | Росоха Ростислав Васильович        | 06.11.2010            | Освіта вища               | член Політичної партії «Фронт Змін»                                                        | Виконавчий комітет Дрогобицької міської ради, начальник відділу економіки                                      |
| 11       | Росоха Юрій Васильович             | 06.11.2010            | Освіта вища               | член Політичної партії «Фронт Змін»                                                        | Дрогобицька міська лікарня № 5, завідувач стаціонарного відділення                                             |
| 16       | Яцків Юрій Орестович               | 06.11.2010            | Освіта вища               | член Політичної партії «Фронт Змін»                                                        | приватний підприємець                                                                                          |
| 12       | Звір Богдан Іванович               | 06.11.2010            | Освіта вища               | член Української Народної Партії                                                           | Дрогобицький механіко-механічний коледж, заступник директора                                                   |